# Кучинскас, Сигитас Викторович
Сигитас Викторович Кучинскас (лит. Sigitas Kučinskas; род. 11 марта 1963, Видукле, Расейнский район, Литовская ССР, СССР) — советский гребец. Заслуженный мастер спорта СССР (1985).

## Биография
Родился 11 марта 1963 года в селе Видукле (Литва).
Окончил Вильнюсский университет. Преподавал.
Выступал за клуб «Динамо» (Вильнюс).
В 1988 году на летних Олимпийских играх в Сеуле участвовал в заплыве мужских четвёрок с рулевым.
Чемпион мира по академической гребле 1985 года. Серебряный призёр чемпионата мира 1987 года. Бронзовый призёр чемпионата мира 1990 года. Четырёхкратный чемпион СССР (1985—1988). Тренер.
Заслуженный мастер спорта.
Рост 195 сантиметров, вес 96 килограмм.